# Flexbury
Flexbury es una localidad situada en el condado de Cornualles, en Inglaterra (Reino Unido), con una población en 2016 de 2270 habitantes.
Se encuentra ubicada al oeste de la península del Suroeste, cerca de la orilla del canal de Bristol (océano Atlántico), y cerca de la frontera con el condado de Devon.